# Somaliland
Die Republik Somaliland (Somali Jamhuuriyadda Soomaaliland, arabisch جمهورية صوماليلاند Dschumhūriyyat Ṣūmālīlānd) ist eine völkerrechtlich zu Somalia gehörende autonome Region. Sie ist als De-facto-Regime ein praktisch unabhängiger, international mit Ausnahme Taiwans von keinem Land anerkannter Staat in Ostafrika. Die Region umfasst den Nordwestteil Somalias, das ehemalige Kolonialgebiet Britisch-Somaliland. Der Name Somaliland ist vom Volk der Somali abgeleitet, dem die meisten der schätzungsweise 3,5 Millionen Einwohner angehören.
Das heutige Somaliland hatte sich nach seiner Unabhängigkeit von Großbritannien 1960 mit Italienisch-Somaliland zu Somalia vereinigt. Am 18. Mai 1991 erklärte es sich einseitig für unabhängig, als die somalische Regierung gestürzt worden war und der Bürgerkrieg in Somalia eskalierte. Seither hat es seine politische Stabilität weitgehend gewahrt und Schritte zur Demokratisierung unternommen. Hauptstadt ist Hargeysa, Präsident ist Abdirahman Mohamed Abdullahi, der die Wahlen im November 2024 gewonnen hat.

## Geographie
Somaliland liegt im Osten des afrikanischen Kontinents, am Horn von Afrika auf der Somali-Halbinsel. Das Land liegt zwischen 8° 00'–11° 27' nördlicher Breite und 42° 35'–49° 00' östlicher Länge. Es grenzt im Westen an Dschibuti, im Süden an die Somali-Region Äthiopiens und im Osten an die faktisch autonome Region Puntland innerhalb Somalias. Im Norden hat das Land eine über 850 km lange Küste am Golf von Aden, wo der Jemen nördlich gegenüberliegt.
Die weitgehend flachen Küstenstreifen – Guban genannt – reichen bis zu 70 Kilometer in das Landesinnere und weisen ein heißes Klima auf. Ihnen schließen sich die Berge des in Ost-West-Richtung verlaufenden Somali-Hochlands (Ogo-Bergland) an, einschließlich des 2.460 m hohen Shimbiris, der höchsten Erhebung in Somaliland und ganz Somalia. Ganz im Süden hat Somaliland Anteil am Haud-Plateau, das sich größtenteils im angrenzenden Äthiopien erstreckt.
Das Klima des Landes wird stark durch tropische Monsune geprägt. In den Küstengebieten kommt es mit bis zu 1000 mm zum höchsten Niederschlagswert pro Jahr, wohingegen im Landesinneren durchschnittlich nur etwa 500 mm zu verzeichnen sind. Die Niederschlagsmengen fallen jedoch zeitlich sehr unterschiedlich aus. Man unterscheidet vier Jahreszeiten: Die Jilal-Trockenzeit beginnt etwa im Januar und bringt heißen und trockenen Wind ohne Niederschlag mit Temperaturen zwischen 26 und 32 °C. Gu, die erste Regenzeit im Jahr, beginnt abhängig von den Passatwinden üblicherweise im März und dauert bis Juni an. Ab August setzt die zweite Trockenperiode ein, Hagaa (Xagaa) genannt. Sie wird ausgelöst durch heiße und trockene Monsunwinde, die auch Staubwolken mit sich führen. Die zweite Regenzeit Dayr dauert von Anfang September bis Dezember, dem kältesten Monat im Jahr mit Temperaturen zwischen 15 und 26 °C.
Die größte Stadt ist die Hauptstadt Hargeysa mit etwa 500.000–800.000, manchen Schätzungen zufolge gar über einer Million Einwohnern. Zweitgrößte Stadt ist die Hafenstadt Berbera mit etwa 263.000 Bewohnern, weitere Städte sind Burao, Boorama, Las Anod und Erigabo.

## Bevölkerung

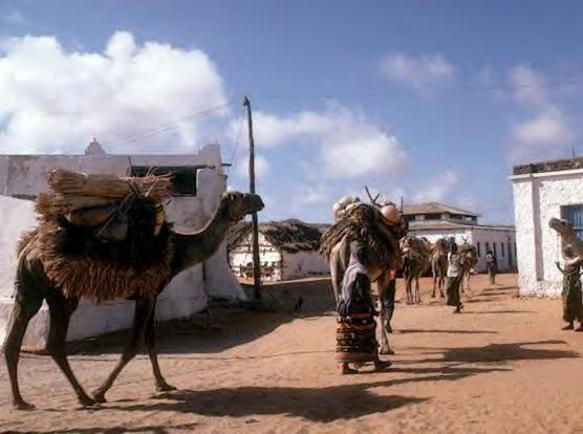
Nomaden mit Kamelen in Gabiley

Der United Nations Population Fund schätzte die Einwohnerzahl im Oktober 2014 auf etwas über 3,5 Millionen. Das durchschnittliche jährliche Bevölkerungswachstum beträgt 2,42 % (2022, Basis der Daten Somalia). Auf einem km² leben durchschnittlich 25 Einwohner, wobei die Bevölkerungsdichte im Westen des Landes höher ist. 55 % der Bevölkerung sind Nomaden oder zumindest teilweise Nomaden, während 45 % in Dörfern oder Städten einen festen Wohnsitz haben. (1992 lag der Anteil der Nomaden bei etwa 65 % und der Anteil der Sesshaften bei 35 %.) Die Mehrheit der Einwohner von Somaliland bekennt sich zum sunnitischen Islam schafiitischer Richtung, unter Nomaden und in Dörfern ist seit Ende des 19. Jahrhunderts der Sufi-Orden der Salihiyya verbreitet.
Die Bevölkerung besteht praktisch ausschließlich aus ethnischen Somali. Der mit Abstand größte Clan in Somaliland sind die Isaaq, die im Zentrum des Landes leben und einer Schätzung zufolge bis zu 80 % der Bevölkerung ausmachen. Ihnen benachbart sind im Westen (in der Region Awdal) Dir und im Osten Harti-Darod (Warsangeli in Sanaag, Dolbohanta in Sool). Einige Zehntausend Einwohner Somalilands gehören den als Gaboye zusammengefassten Minderheitengruppen (Yibir, Madhibaan, Tumaal u. a.) an, die traditionell auf bestimmte Berufe beschränkt sind und innerhalb des Clansystems einen gesonderten Status haben. Laut Verfassung Somalilands ist Somalisch die alleinige Amtssprache und Arabisch die Zweitsprache. Weitere Sprachen sind bei Bedarf zu nutzen. Aufgrund der Kolonialgeschichte hat Englisch eine gewisse Bedeutung. Die Verfassung selbst wurde bspw. auch auf Englisch veröffentlicht.
Die genaue Zahl der Personen aus Süd- und Zentralsomalia und aus Äthiopien, die als Kriegsvertriebene und Wirtschaftsmigranten in Somaliland leben, ist nicht bekannt. Der Status der Zehntausenden vor dem Bürgerkrieg geflohenen Somalier ist umstritten, denn Somalilands Regierung betrachtet sie als Ausländer und damit als Flüchtlinge im eigentlichen Sinn, während internationale Organisationen Somaliland als Teil von Somalia ansehen und daher diese Personen als intern Vertriebene einstufen.

### Religion
Der Islam ist per Verfassung Staatsreligion, die Mission für andere Religionen ist verboten.

### Bildung und Gesundheit
Die durchschnittliche Lebenserwartung beträgt für Männer 50 Jahre, für Frauen 55. Tuberkulose, Malaria und weitere Infektionskrankheiten sind verbreitet, ferner sind Mangelernährung und unsauberes Trinkwasser ein Problem. Laut einem Bericht der UNICEF von 1999 ist etwa 1 % der Bevölkerung von HIV/Aids betroffen, zugleich sind der Gebrauch von Kondomen und das Wissen um Übertragungswege und Prävention von HIV wenig verbreitet.
Der Bildungsstand ist nach wie vor niedrig. Das Bildungssystem wurde seit der Unabhängigkeit ausgebaut und umfasste 2002/2003 353 Primarschulen und 20 Sekundarschulen, hinzu kommen drei Universitäten (Universität Hargeysa, Amoud-Universität in Boorama und seit 2004 Universität Burao). Im selben Zeitraum besuchten rund 96.000 Kinder eine Primarschule, davon 74.000 in Städten und 22.000 in ländlichen Gebieten. 2010 besuchten einer Schätzung zufolge 30 % der Kinder im Schulalter eine Schule, 30 % von ihnen waren Mädchen.

## Geschichte

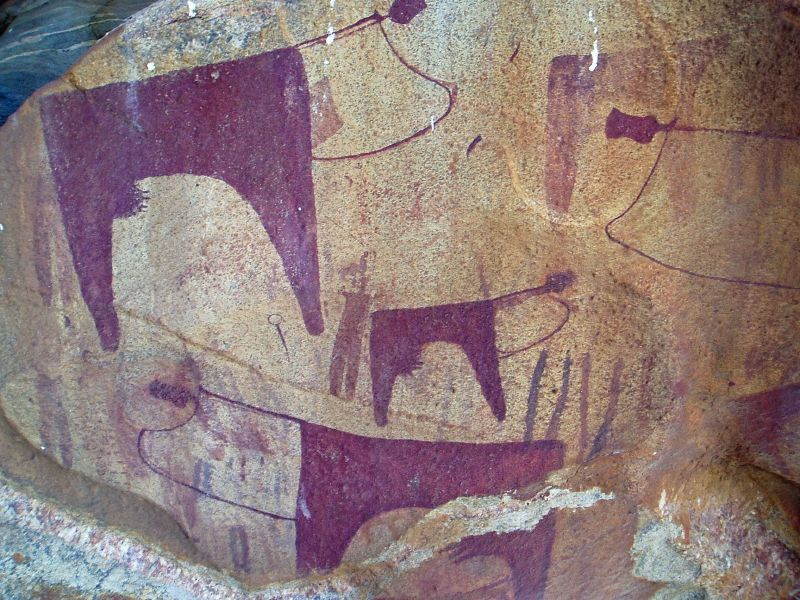
Teil der Höhlenmalereien von Laas Geel

Die ältesten bekannten Spuren von Menschen im heutigen Somaliland sind Höhlenmalereien in Laas Geel bei Hargeysa, die auf die Zeit zwischen 4000 und 3000 v. Chr. datiert werden.
Die Vorfahren der Somali wanderten um 500 v. Chr. bis 100 n. Chr. aus dem südlichen äthiopischen Hochland ein und vermischten sich – insbesondere in den Handelsstädten an der Küste – mit arabischen und persischen Einwanderern, die ab dem 7. Jahrhundert auch den Islam einführten. In Somaliland erfolgten die Kontakte mit dem arabischen und persischen Raum zunächst vor allem über den Hafen von Zeila, später übernahm Berbera dessen Bedeutung.
1884 schloss Großbritannien Verträge mit verschiedenen lokalen Clans und errichtete so das Protektorat Britisch-Somaliland. In den folgenden Jahrzehnten beschränkte es sich weitgehend auf eine indirekte Herrschaft über das Gebiet, während die italienischen Kolonialherren in Italienisch-Somaliland stärker in die Entwicklung ihrer Kolonie investierten und in deren innere Verhältnisse eingriffen. So blieben lokale Strukturen wie die Ältestenräte (guurti), die traditionell für Friedensstiftung zwischen den Clans zuständig sind, weitgehend erhalten. Zugleich blieb vor allem das Landesinnere schwach entwickelt, neben der Hafenstadt Berbera bildeten sich Hargeysa und Burao als größere Orte und Handelszentren heraus.
1899–1920 führte der heute als somalischer Nationalheld verehrte Mohammed Abdullah Hassan in der Region einen Aufstand gegen die beginnende britische, italienische und äthiopische Fremdherrschaft über die Somali, bei dem etwa ein Drittel der Bevölkerung Nordsomalias umkam.

### Nach der Unabhängigkeit Somalias
Am 26. Juni 1960 wurde Britisch-Somaliland in die Unabhängigkeit entlassen, um sich fünf Tage später am 1. Juli mit dem ehemaligen Italienisch-Somaliland zu Somalia mit Mogadischu als Hauptstadt zu vereinigen. Grund für den Zusammenschluss waren Bestrebungen zur Einigung aller Somali in einem Staat, nachdem dieses Volk durch die Kolonialisierung auf mehrere Staaten verteilt worden war. Dem damaligen Ministerpräsidenten Britisch-Somalilands Mohammed Haji Ibrahim Egal wurde ein Ministerposten in der neuen Regierung Somalias überlassen, 1967 wurde Egal Premierminister.
Allerdings fühlten sich bald viele Bewohner des Gebietes im Gesamtgebilde Somalia benachteiligt. Die nationale Integration bereitete Schwierigkeiten, da sich Nord- und Südsomalia in Entwicklungsstand, Bildungs- und Verwaltungsstrukturen unterschieden. Nach Ansicht vieler Nordsomalier unternahm der wirtschaftlich, politisch und demografisch dominierende Süden wenig, um diese Unterschiede zu berücksichtigen und die Entwicklung des Nordens zu fördern. 1961 wurde die neue somalische Verfassung im Süden von der großen Mehrheit der Abstimmenden angenommen, im Norden aber von weniger als 50 % unterstützt. Im selben Jahr revoltierten Offiziere im Norden erfolglos gegen den Zusammenschluss mit dem Süden.

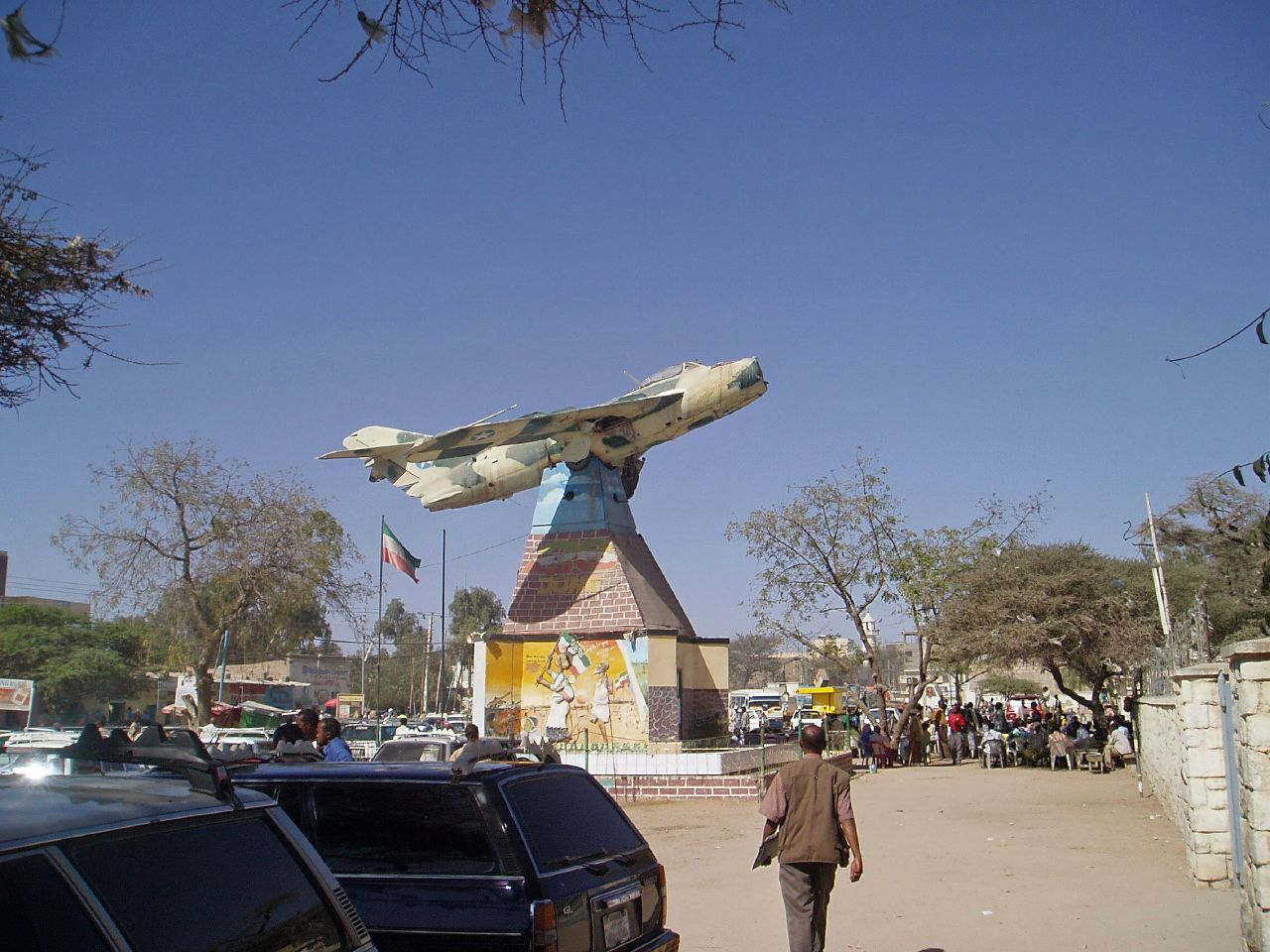
Stadtzentrum von Hargeysa mit dem Kriegsdenkmal

Nachdem 1969 Siad Barre die Macht ergriffen und eine autoritäre Regierung errichtet hatte, gründeten Isaaq im Exil 1981 die Rebellenbewegung Somali National Movement (SNM), die in Nordsomalia einen bewaffneten Kampf gegen die Regierung begann. Die Armee reagierte mit Repressionsmaßnahmen, die in der Bombardierung der Städte Burao und Hargeysa 1988 gipfelten. Hierbei kamen etwa 50.000 Menschen um, 400.000 wurden intern vertrieben, weitere 400.000 flohen über die Grenze in Flüchtlingslager wie Hartishek im äthiopischen Ogaden oder nach Dschibuti (etwa 300.000 dieser Flüchtlinge sind von 1997 bis 2006 zurückgekehrt). 1991 gelang verschiedenen Rebellenbewegungen die Entmachtung Barres, aber Konflikte zwischen Clans und Kriegsherren verhinderten die Bildung einer Nachfolgeregierung. Der somalische Bürgerkrieg hält seither in Süd- und Zentralsomalia an.

### Republik Somaliland

Erste Flagge Somalilands 1991–1996

Die SNM initiierte derweil einen Versöhnungsprozess der nordsomalischen Clans. Auf einer Versammlung von Clan-Ältesten unter Federführung der SNM in Burao wurde 1991 die einseitige Unabhängigkeitserklärung Somalilands zusammen mit einer „Nationalen Charta“ verabschiedet, der zufolge die SNM für die nächsten zwei Jahre die Regierungsgewalt ausüben sollte. Anschließend sollte eine neue Verfassung ausgearbeitet werden, unter der die Macht an eine gewählte Regierung übergehen würde. SNM-Führer Abd-ar-Rahman Ahmad Ali Tur wurde erster Präsident. Die SNM zerfiel jedoch bald darauf in einander bekämpfende Fraktionen, und wie im übrigen Somalia kam es zu Clan-Konflikten, bis 1992 ein Waffenstillstandsabkommen unterzeichnet wurde. Auf einer erneuten Konferenz in Boorama 1993 wurden eine neue Nationale Charta und ein Friedensabkommen verabschiedet. Eine zivile Regierung mit Zwei-Kammern-Parlament unter Präsident Mohammed Haji Ibrahim Egal wurde eingerichtet. 1994–1996 flammten erneut Auseinandersetzungen auf. Angehörige des Dir-Clans in der westlichen Region Awdal, die Somalilands Autorität nicht anerkennen wollten, riefen 1995 ihre eigene „Republik Awdal“ aus.
Eine weitere Konferenz 1996 in Hargeysa führte – zusammen mit mehreren lokalen Friedensversammlungen zwischen einzelnen Subclans – zum seither andauernden Frieden in Somaliland und bestätigte die Präsidentschaft Egals für die nächsten fünf Jahre. In dieser Zeit kam der Präsident seiner Verpflichtung nach, eine Verfassung für Somaliland vorzubereiten. 2001 wurde die Verfassung in einem Referendum deutlich angenommen. In dieser Verfassung war vorgesehen, dass 2001 Kommunalwahlen und 2002 Präsidentschaftswahlen stattfinden sollen.
Verzögerungen bei der Vorbereitung und der Tod Egals 2002 führten zu einer einjährigen Verspätung bei der Umsetzung dieser Pläne. Wie in der Verfassung vorgesehen, übernahm der bisherige Vizepräsident Dahir Riyale Kahin das Präsidentenamt, worin er 2003 bestätigt wurde. 2002 fanden die Kommunalwahlen als erste Mehrparteienwahlen des Landes statt, 2005 wurde das Repräsentantenhaus gewählt.
Für Aufregung in Somalia sorgte eine offizielle Mitteilung Kenias im Juni 2019, in der Somaliland als „Staat“ (englisch country) bezeichnet wurde. Dies impliziere laut somalischen Behörden eine Anerkennung Somalilandes.
Am 1. Januar 2024 schlossen Somaliland und Äthiopien ein Memorandum bzgl. der Nutzung der somaliländischen Stadt Berbera als Hafen. Hierdurch soll der Binnenstaat Äthiopien Zugang zum Meer erhalten und im Gegenzug Somaliland als unabhängig anerkennen. Somalia protestierte heftig dagegen. Daraufhin verkündete der ägyptische Präsident Abd al-Fattah as-Sisi, dass sein Land keinerlei Bedrohungen der territorialen Integrität von Somalia zulassen werde. Das politische Verhältnis von Ägypten und Äthiopien ist seit vielen Jahren angespannt.

## Politik

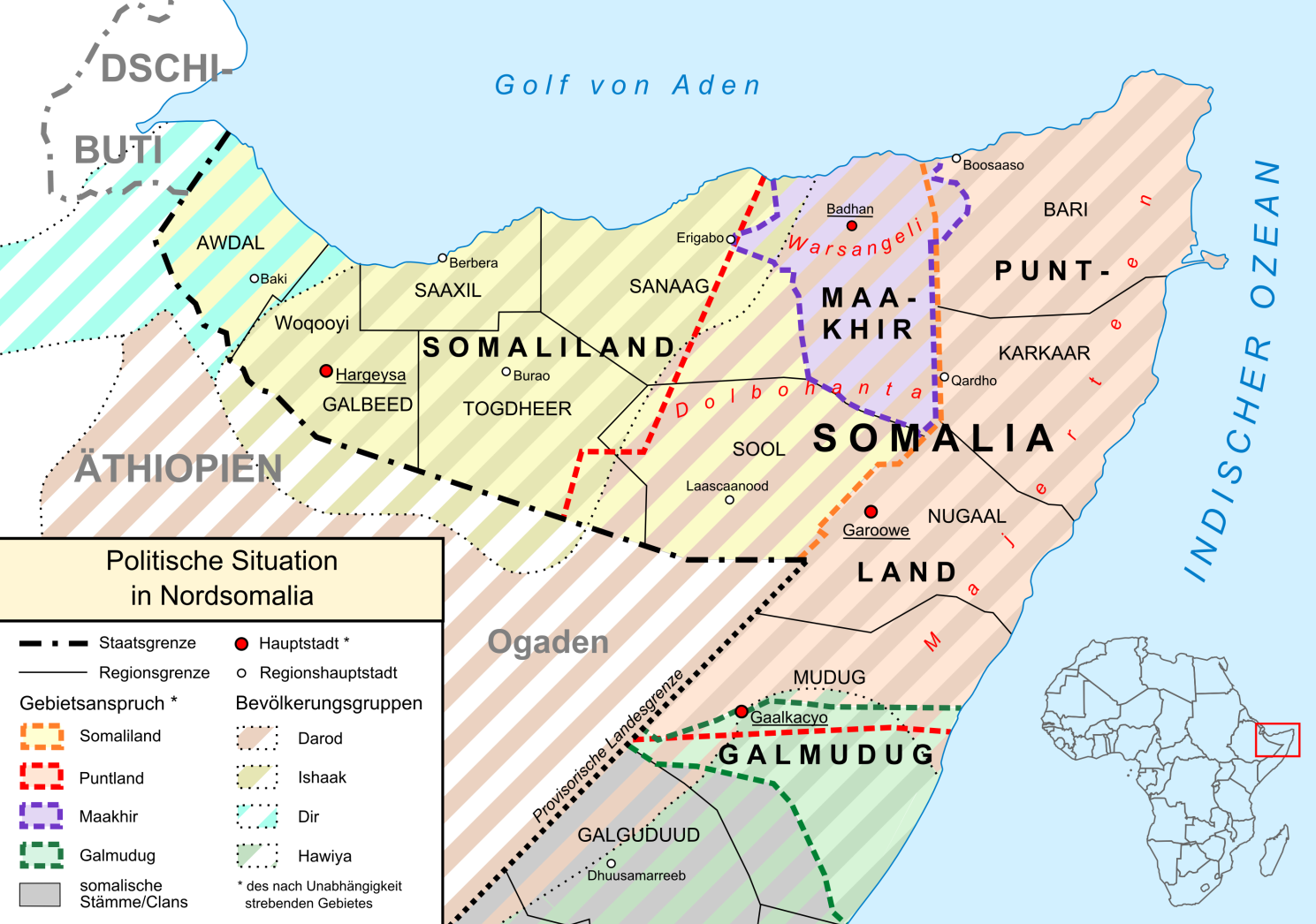
Karte von Somaliland und Umgebung mit Verwaltungsgliederung, Clans und Gebietsansprüchen

### Innenpolitik
Innerhalb Somalilands scheint die Unabhängigkeit von weiten Teilen der Bevölkerung Unterstützung zu genießen. Weitreichende Folgen in der Innenpolitik hat das Bestreben, die politische Stabilität zu wahren; dieses Bestreben ist stark ausgeprägt, weil zum einen die Instabilität in Süd- und Zentralsomalia als abschreckendes Beispiel wahrgenommen wird und zum anderen die Stabilität Somalilands ein zentrales Argument für seine internationale Anerkennung darstellt. Als Folge halten sich Medien und Oppositionsparteien generell mit Kritik an der Regierung zurück.
Das politische System vereint gewohnheitsrechtlich-traditionelle und moderne Elemente. Somaliland ist eine Präsidialrepublik mit Zwei-Kammern-Parlament, wobei das Unterhaus (Repräsentantenhaus) gewählt wird, während die Mitglieder des an die traditionellen Clan-Ältestenräte angelehnten Oberhauses (Ältestenrat) von den Clans ernannt werden. Die Zahl der Parteien ist laut Verfassung auf drei beschränkt. Diese Regelung soll verhindern, dass kleine Splitterparteien entstehen, die lediglich die Interessen eines bestimmten Clans oder einer Region vertreten.
In den dritten Mehrparteienwahlen seit 1991 wurde im Oktober 2005 die Regierungspartei UDUB mit 33 von 82 Parlamentssitzen stärkste Partei. Die beiden Oppositionsparteien Kulmiye und UCID kamen auf 28 beziehungsweise 21 Sitze und bildeten eine Koalition. Die Neue Zürcher Zeitung kommentiert dazu: „Während große Teile von Somalia in Bürgerkrieg und Anarchie versanken, verstand es Somaliland, nicht nur den inneren Frieden zu wahren, sondern auch eine einigermaßen stabile Demokratie einzurichten – eine beachtliche Leistung im regionalen Kontext.“
Die nächsten Präsidentschafts- und Kommunalwahlen waren ursprünglich für 2008 vorgesehen, wurden jedoch über die eigentliche Amtszeit von Präsident Kahin hinaus mehrfach verschoben. Am 26. Juni 2010 wurden die Präsidentschaftswahlen schließlich abgehalten, Sieger wurde Ahmed Mohammed Mahamoud Silanyo von der Kulmiye-Partei, dessen 5-jährige Amtszeit auf Grund auftretender finanzieller Probleme und Dürre, jedoch nicht ohne Widerspruch, bis Ende 2017 verlängert wurde. Bei den Präsidentschaftswahlen vom 13. November 2017 trat Silanyo nicht mehr an, es gewann Muse Bihi Abdi.
Am 31. Mai 2021 wurden – mit jahrelanger Verspätung, zuletzt 2005 – Wahlen zum Unterhaus des Parlaments und zu den Gemeinderäten friedlich durchgeführt. Großbritannien finanzierte ein Team unabhängiger Wahlbeobachter.
Am 13. November 2024 fanden die ursprünglich 2022 vorgesehenen Präsidentschaftswahlen statt, nachdem im Oktober 2022 die Amtsperiode von Muse Bihi Abdi um zwei Jahre verlängert worden war.

### Außenpolitik
Somaliland bemüht sich um eine internationale Anerkennung seiner de facto bestehenden Unabhängigkeit. Es ist Mitglied der UNPO und hat 2005 einen Antrag auf Mitgliedschaft in der Afrikanischen Union gestellt. Anfang Mai 2005 besuchte eine Fact-Finding Mission Somaliland und stellte in ihrem Bericht fest, dass Somaliland alle Kriterien für einen unabhängigen und souveränen Staat erfülle, weshalb die Kommission die Klärung offener Fragen und eine spezielle Methode im Umgang mit dem noch offenen Fall Somaliland empfahl.
Mit dem angrenzenden Äthiopien unterhält es gute (wirtschaftliche) Beziehungen, sie haben aber bislang nicht zu einer Anerkennung geführt. Am 2. Januar 2024 unterzeichnete Äthiopien unter Vermittlung der Türkei eine Absichtserklärung, in der Somaliland der äthiopischen Marine die Nutzung von 20 Kilometer der Küste auf 50 Jahre zusagte, im Gegenzug, dass die äthiopische Regierung eine "eingehende Bewertung" der Anerkennung Somalilands vornehmen werde, was einerseits als Friedenshoffnung gesehen werde, andererseits die Spannungen mit Somalia erhöhe.
Andere Staaten der Region lehnen aus verschiedenen Gründen eine Anerkennung ab. Die internationale Gemeinschaft unterstützt mehrheitlich die erhoffte Wiedervereinigung und Befriedung Somalias unter der Bundesregierung Somalias, welche ihrerseits weiterhin die Wiedereingliederung Somalilands anstrebt. Am 9. September 2020 nahm Somaliland diplomatische Beziehungen zum ebenfalls international nicht voll diplomatisch anerkannten Taiwan (Republik China) auf, was auf scharfe Kritik der Volksrepublik China stieß. Zu diesem Zeitpunkt war es neben Eswatini der einzige afrikanische Staat oder Staatsgebilde, das diplomatische Beziehungen zu Taiwan unterhielt.
Mit dem im Osten angrenzenden, 1998 für autonom erklärten Gebiet Puntland bestehen Differenzen bezüglich der Zugehörigkeit der Regionen Sool und Sanaag (siehe Grenzstreit zwischen Somaliland und Puntland). Da sich Puntland vor allem auf den Clan der Harti-Darod stützt und in diesen Gebieten ebenfalls Harti-Darod leben, erhebt es Anspruch auf sie; Somaliland beruft sich hingegen auf den Grenzverlauf von Britisch-Somaliland. Die Bevölkerung des umstrittenen Gebietes ist teils zu Somaliland, teils zu Puntland loyal und lehnt zum Teil auch beide ab. Seit 2002 kam es verschiedentlich zu Zusammenstößen. Dieser ungelöste Gebietsstreit ist ein weiterer Grund, weshalb die internationale Gemeinschaft Somaliland nicht anerkennt.

### Menschenrechte
Für eine ausführliche Darstellung siehe Politik Somalilands#Menschenrechte.
Amnesty International kritisiert den Fortbestand der Todesstrafe und Fälle von umstrittenen Verhaftungen und Gerichtsurteilen in Somaliland. Mehrere solcher Fälle endeten nach internationalen und lokalen Protesten mit der Freilassung und Begnadigung der Betroffenen. Die US-amerikanische Organisation Freedom House bezeichnet Somaliland bezüglich der politischen Freiheit als „teilweise frei“, während das übrige Somalia als „unfrei“ eingestuft wird.
Frauen sind in Somaliland allgemein benachteiligt und in der Politik kaum vertreten. Die Genitalverstümmelung von Mädchen und Frauen ist weit verbreitet. Auch die Gaboye-Minderheit ist weiterhin von Diskriminierungen betroffen.

### Sicherheitslage
Das deutsche Auswärtige Amt und das österreichische Außenministerium haben für Somalia einschließlich Somaliland Reisewarnungen herausgegeben, das Schweizer EDA rät ebenfalls von Reisen nach Somalia ab. Die Sicherheitslage in Somaliland – mit Ausnahme der umstrittenen östlichen Grenzregionen – gilt als wesentlich besser als im übrigen Somalia, dennoch sind Reisen in das Gebiet laut Auswärtigem Amt „immer noch als überdurchschnittlich gefährlich zu beurteilen“.
2003 und 2004 ermordeten Islamisten vier ausländische Helfer in Somaliland, darunter Annalena Tonelli. 2008 wurde ein deutscher Staatsangehöriger in Sanaag entführt und später freigelassen. Die Regierung sieht in mutmaßlichen islamistischen Einflüssen der al-Qaida oder der südsomalischen Union islamischer Gerichte eine Gefahr. 2008 kam es in Hargeysa – und zeitgleich in Boosaaso in Puntland – erstmals zu Selbstmordattentaten. Als Folge der Grenzkriege gegen Äthiopien 1964 und 1977–1978 und des Bürgerkrieges 1988–1991 sind manche Gebiete mit Landminen und nicht explodierter Munition verseucht. Seit der Unabhängigkeitserklärung wurden Entminungen durchgeführt. 2007 wurden 26 Personen durch Explosionen von Minen und Blindgängern getötet, 71 wurden verletzt.

## Verwaltungsgliederung
Somaliland umfasst die somalischen Verwaltungsregionen Awdal, Sanaag, Sool, Togdheer und Woqooyi Galbeed. Letztere wurde in die zwei Regionen Hargeysa und Saaxil (Sahil) aufgeteilt, die Grenzen der übrigen Regionen wurden unverändert belassen.
Die Distrikte als nächstniedrige Verwaltungsstufe wurden gemäß dem Regionen- und Distriktgesetz von 2002 neu eingeteilt. Hierbei wird zwischen Distrikten der Grade A, B, C und D unterschieden. A ist der höchste, D der niedrigste Grad; die Einordnung erfolgt nach Bevölkerungszahl, Fläche und Wirtschaftsstruktur.
Im März 2008 kündigte Präsident Dahir Riyale Kahin die Schaffung von sechs neuen Regionen und 16 Distrikten an. Dieser Schritt ist innenpolitisch umstritten, Kritiker warfen dem Präsidenten vor, die administrativen Grenzen zu seinen eigenen Gunsten zu verändern.

## Wirtschaft
Die Wirtschaft Somalilands basiert auf Viehzucht, dem Hafen von Berbera und den Geldüberweisungen im Ausland lebender Somaliländer. Mit dem Somaliland-Schilling hat das Land 1994 eine eigene Währung eingeführt. Seit der Unabhängigkeitserklärung ist die Wirtschaft gewachsen, doch bleibt Armut bis hin zu Hunger in der Bevölkerung verbreitet.

### Landwirtschaft und Fischerei

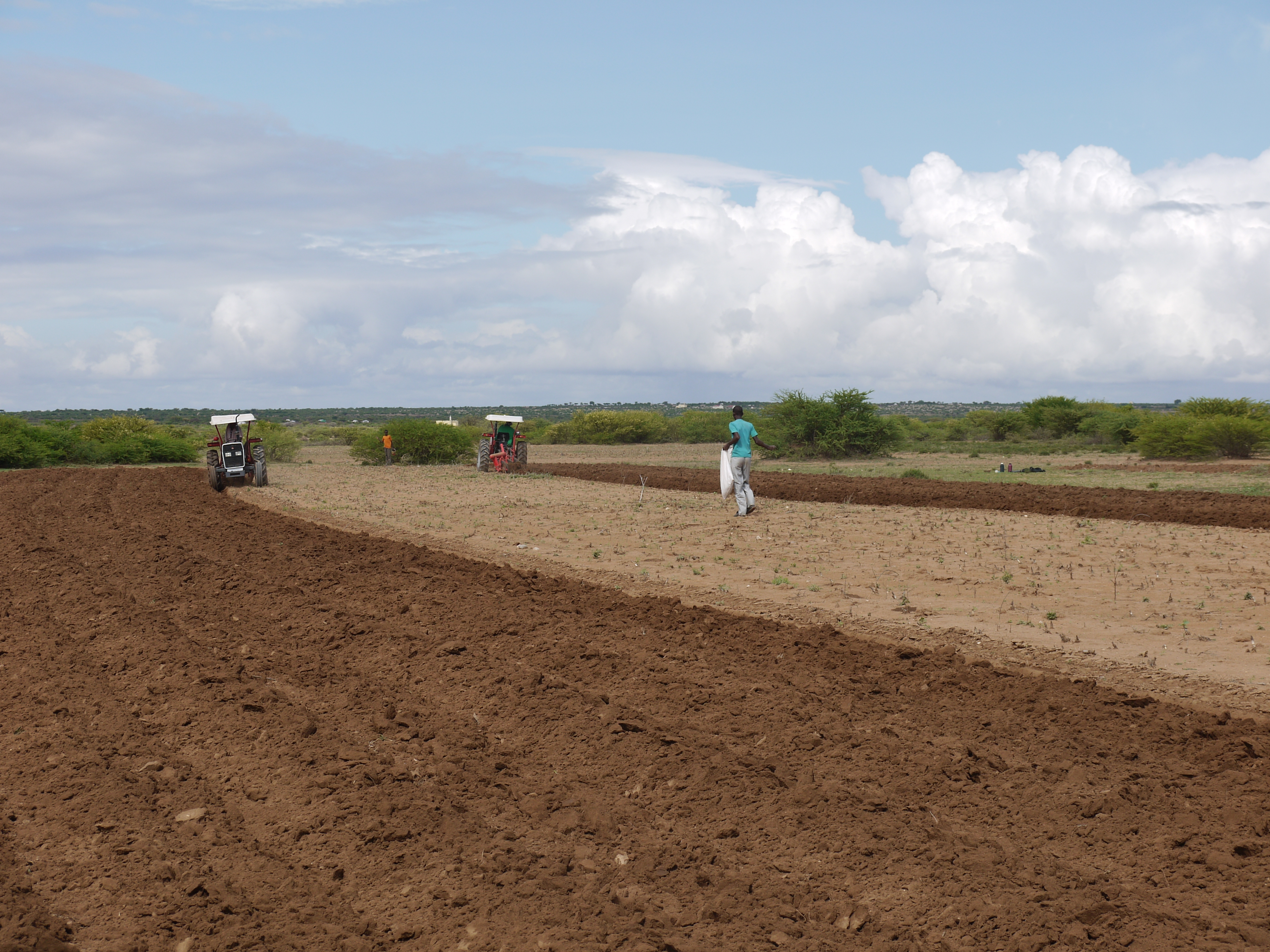
Bauern bei der Feldarbeit

Die (nomadische) Viehzucht ist für etwa 60 % der Bevölkerung die wichtigste Lebensgrundlage und trägt 60–65 % zur Wirtschaftsleistung bei, der Export von Lebendvieh nach Saudi-Arabien und in weitere Staaten der Arabischen Halbinsel ist die Haupteinnahmequelle des Landes. 2003 wurden in Somaliland schätzungsweise 7 Millionen Ziegen, 7,6 Millionen Schafe, 1,5 Millionen Kamele und 364.000 Rinder gehalten.
Ackerbaulich genutzt werden etwa 3 % der Landesfläche vorwiegend im Westen im Gebiet um Gabiley und Arabsiyo, weitere 7 % hätten das Potenzial hierzu. Hauptanbauprodukt ist Sorghum, das auf 70 % des in Regenfeldbau bewirtschafteten Landes wächst, auf 25 % wächst Mais. Des Weiteren werden Kuhbohnen, Hirse, Bohnen, Gerste und in geringerem Umfang Obst angebaut. In Sanaag ist die Weihrauch-Gewinnung der wichtigste Wirtschaftszweig. Somaliland führt jährlich mehr als 3000 Tonnen Weihrauch aus.
Die Fischerei macht heute 2 % des Bruttosozialprodukts aus und hat nach Einschätzung der Welternährungsorganisation bedeutendes ungenutztes Potential.
Der Hafen von Berbera ist eine bedeutende Einnahmequelle; über ihn wird somaliländisches Vieh exportiert, zudem ist er zum wichtigen Exporthafen für Äthiopien geworden, seit dieses nach dem Eritrea-Äthiopien-Krieg (1998–2000) die eritreischen Häfen Massaua und Assab nicht mehr nutzen kann.
Dürren, die im Klima der Region alle paar Jahre auftreten, stellen ein Problem für die Wirtschaft dar, insbesondere für die Viehzucht. Diese wurde zusätzlich durch einen Importstopp der arabischen Staaten für somalisches Vieh 1998–2006 beeinträchtigt. Überweidung und Abholzungen zwecks Herstellung von Holzkohle – die für die städtische Bevölkerung das wichtigste Brennmaterial darstellt und von der jährlich etwa 5 Mio. Sack verbraucht werden – tragen weiter zur Verknappung von Wasser und Land bei, die die Lebensgrundlagen der nomadischen Bevölkerung schmälert. In der Folge kommt es zu Landflucht, die die Arbeitslosigkeit in städtischen Gebieten ansteigen lässt.

### Überweisungen von Exil-Somaliländern
Die Geldüberweisungen im Ausland lebender Somaliländer betragen jährlich schätzungsweise 200 bis 500 Millionen US-Dollar und machen zum Teil wett, dass Somaliland mangels Anerkennung kaum internationale Entwicklungshilfe erhält. Etwa die Hälfte dieser Überweisungen geht an Verwandte als Beitrag zum Haushaltseinkommen, was konservativen Schätzungen zufolge 22,5–25 % vom durchschnittlichen Haushaltseinkommen beiträgt und hauptsächlich für Grundbedürfnisse wie Nahrungsmittel, Bildung und Gesundheit ausgegeben wird. Dabei haben städtische Haushalte eher Verwandte im Ausland als ländliche und erhalten somit auch mehr Überweisungen. Neben dieser direkten Unterstützung an die eigene Familie fließt ein Teil der Geldüberweisungen auch an einheimische nichtstaatliche Organisationen oder in Form von Investitionen.

### Einnahmen und Ausgaben der Regierung
Die Regierung ist bestrebt, die Bildung der Bevölkerung und die Diversifizierung der Wirtschaft zu fördern, verfügt jedoch nur über ein begrenztes Budget von etwa 400 Millionen US-Dollar (2020) jährlich. Der größte Ausgabenposten ist das Militär, das einige Zehntausend Mann umfasst. In dieses wurden nach der Unabhängigkeitserklärung die verschiedenen in dem Gebiet tätigen Milizen eingegliedert. Es wurde seither reduziert, nimmt jedoch nach wie vor einen Großteil der finanziellen Ressourcen in Anspruch, hauptsächlich für Soldzahlungen. (Die Durchführung der Kommunalwahlen 2002 und der Präsidentschaftswahlen 2003 kostete 2,4 Millionen US-Dollar, wozu internationale Geber 23 % beitrugen, die Kosten für die Parlamentswahlen 2005 lagen bei 2,7 Millionen US-Dollar, von denen 64 % aus dem Ausland bereitgestellt wurden.) Das Steuersystem wurde als ineffizient und ungerecht kritisiert.
Die Aussicht auf mehr Entwicklungshilfe wird unterschiedlich beurteilt; der Hoffnung auf mehr finanzielle Mittel stehen Bedenken gegenüber, verstärkt vom Ausland abhängig zu werden und an Eigeninitiative zu verlieren. Hoffnungen werden insbesondere auf vermutete Erdölvorräte gesetzt. Auch soll vermehrt auf Informations- und Kommunikationstechnologie gesetzt werden. Im Februar 2011 reiste der britische Minister für Internationale Entwicklung, Andrew Mitchell, nach Somaliland und kündigte dort eine Soforthilfe von 10,5 Millionen Pfund an. Zudem gab er bekannt, dass das Vereinigte Königreich sein Hilfspaket für Somalia bis 2014 von gegenwärtig 26 Millionen Pfund auf rund 80 Millionen Pfund aufstocken werde.

## Militär
Die Streitkräfte Somalilands verfügen über etwa 28.000 Berufssoldaten, die, mit Ausnahme einiger Offiziere, einen monatlichen Sold von 100 US-Dollar erhalten. Geführt wird das Militär von General Nuh Tani aus dem Hauptquartier in Hargeysa, welcher bereits in den Streitkräften Somalias gedient hatte.

## Infrastruktur
Somaliland verfügt über den Flughafen Hargeysa, der von Daallo Airlines, Djibouti Airlines, Ethiopian Airlines, Jubba Airways und Flydubai angeflogen wird, sowie weitere Flughäfen in Berbera, Boorama, Erigabo und Burao.
Eisenbahnstrecken gibt es keine. 2000 gab es nach offiziellen Angaben 735 Kilometer asphaltierte und 1462 km nicht asphaltierte Straßen. Mit Unterstützung der EU wurden die Hafenanlagen von Berbera und die Straßenverbindung von Addis Abeba über Jijiga und Hargeysa nach Berbera als bedeutendster Transportkorridor des Landes verbessert.

## Kultur
Die Kultur Somalilands ist vom Islam und von den Traditionen der Somali geprägt. Zu letzteren gehören die (mündlich überlieferte) Dichtung und diverse Tänze. Die meisten Somaliländer tragen lokale und islamisch-arabische Kleidung – die bei Frauen in aller Regel ein Kopftuch mit einschließt –, eine Minderheit vorwiegend von Männern auch als modern geltende westliche Kleidung. Ein weit verbreitetes Nahrungsmittel ist das dem äthiopischen Injera ähnliche Fladenbrot Laxoox oder Canjeero, als Getränk ist Tee beliebt. In vielen Haushalten findet sich das Dabqaad zur Beduftung mit Weihrauch. Das Kauen von Kat ist verbreitet.

## Medien
Das Radio ist das Medium mit der weitesten Verbreitung in Somaliland; der einzige zugelassene einheimische Rundfunksender ist das seit 1991 bestehende, von der Regierung kontrollierte Radio Hargeisa, der illegal im Amateurfunkband auf 7.120 kHz sendet, ausländische Sender – insbesondere BBC Somali – können empfangen werden. Die Regierung besitzt auch den Fernsehsender Somaliland National Television (SLNTV), der mit der Somaliland Television (SLTV) bis September 2019 eine einheimische private Konkurrenz hatte; der Sender wurde jedoch durch die Regierung geschlossen und ihr Eigentümer verhaftet. Reporter ohne Grenzen wiesen bereits vermehrt auf die Bemühungen der Regierung hin, kritische Medien in Somaliland mundtot zu machen. Der Pressemarkt unterliegt weniger Regulierungen, ist aber durch die geringe Zahl von Lesern beschränkt. Ein bedeutendes Presseunternehmen ist das Haatuf Media Network, das die Tageszeitung Haatuf sowie die Wochenzeitungen Somaliland Times in Englisch und al-Hatif al-Arabi in Arabisch herausgibt. Weitere Presseerzeugnisse sind Jamhuuriya und die staatliche Mandeeq.